# Renae Berry
Renae Berry es una actriz australiana de televisión y teatro.

## Biografía
Tiene una hermana llamada Deanne.
En el 2005 comenzó a salir con el actor Rodger Corser y el 26 de octubre de 2007 se casaron.
Después de que Renae luchara y venciera el cáncer quedó embarazada, sin embargo perdió al bebé. Dos años después en Navidad de 2009 la pareja dio a conocer que están esperando a su primer hijo juntos. Finalmente la pareja le dio la bienvenida a su primer hijo juntos, Budd Kenile Frederick Corser el 18 de agosto de 2010. En febrero de 2012 la pareja le dio la bienvenida a su segunda hija, Cilla June Corser. Renae es madrastra de Zipporah "Zippy" Mary Corser hija de una relación anterior que Rodger tuvo con la cantante Christine Anu.

## Carrera
Renae ha aparecido en numerosas obras de teatro. 
En 2004 obtuvo un pequeño papel en la película de misterio y drama Small Claims. Al año siguiente participó en el quinto episodio de la serie Last Man Standing donde interpretó a Jessie.
En 2008 participó en las series The Strip donde interpretó a Vanessa Davies y en Rush donde dio vida a Eve.
En 2010 apareció en la película de crimen y misterio Wicked Love: The Maria Korp Story.

## Filmografía
- Series de Televisión:

| Año  | Título            | Personaje      | Notas          |
| ---- | ----------------- | -------------- | -------------- |
| 2008 | Rush              | Eve            | episodio #1.5  |
| 2008 | The Strip         | Vanessa Davies | episodio # 1.1 |
| 2005 | Last Man Standing | Jessie         | episodio #1.17 |

- Películas:

| Año  | Título                            | Personaje | Notas                                                                |
| ---- | --------------------------------- | --------- | -------------------------------------------------------------------- |
| 2010 | Wicked Love: The Maria Korp Story | -         | junto a Vince Colosimo, Rebecca Gibney, Nathan Page & Clarissa House |
| 2004 | Small Claims                      | Novia     | -                                                                    |

- Teatro:

| Año        | Obra                     | Personaje         | Director      | Teatro          | Notas                                                               |
| ---------- | ------------------------ | ----------------- | ------------- | --------------- | ------------------------------------------------------------------- |
| 2004       | Saturday Night Fever     | Stephanie Mangano | David Atkins  | -               | junto a Adam-Jon Fiorentino                                         |
| -          | Leader of the Pack       | -                 | -             | -               | -                                                                   |
| 2003       | Get Happy                | Natalie Hart      | -             | -               | -                                                                   |
| 2002       | Footloose                | Wendy Jo/Ariel    | -             | Capital Theatre | junto a Spencer McLaren, Natalie Bassingthwaighte & Terence Donovan |
| -          | Oh What a Night!         | Candy             | -             | -               | -                                                                   |
| 2001       | Grease: The Mega Musical | Frenchy           | David Gilmore | -               | junto a Natalie Bassingthwaighte, Miguel Ayesa & Chelsea Plumley    |
| 1998, 1999 | Chicago                  | Annie/Roxie Hart  | -             | -               | -                                                                   |
| -          | Cinderella               | -                 | -             | -               | -                                                                   |